# Seoul Broadcasting System
Seoul Broadcasting System (SBS) ist ein privater Rundfunkveranstalter aus Südkorea. Das Unternehmen betreibt einen frei empfangbaren Fernseh- und zwei Hörfunksender. Daneben hat er noch 6 TV-Kabelsender im Programm.

## Geschichte
Nach den demokratischen Reformen 1987 in Südkorea erlaubte die Regierung neben dem MBC einen zweiten privaten Kanal. SBS wurde ursprünglich am 14. November 1990 gegründet. Später, am 1. Dezember 1990, eröffnete SBS in Seoul eine Testanlage für Radio- und Fernsehsendungen.
Ab dem 1. Dezember 1991 begann SBS mit dem regulären Rundfunkgeschäft. Anfangs zeigte der Sender nur Live-Aufnahmen, da diese günstiger herzustellen waren. Am 9. Oktober 1992 erlaubte die Regierung dem Sender, nicht nur regional in Seoul, sondern auch national zu senden.